# Chile de Yahualica
El chile de Yahualica, es una denominación de origen mexicana de 11 municipios repartidos entre los estados de Jalisco y Zacatecas para una variedad del chile de árbol. Posee un sabor notorio y picor único debido a las condiciones climáticas semiáridas de los Altos de Jalisco, donde se cultiva, y el tipo de terruño rico en hierro y otros minerales la convierten en una variedad destacable por sus propiedades organolépticas. El chile Yahualica se utiliza en la comida tradicional mexicana como la salsa macha y otras salsas, birria, pozole, tortas ahogadas, entre otros. Se trata de la DO declarada más reciente del país (17 de marzo de 2018).

## Denominación de origen
El 16 de marzo de 2018, el gobierno mexicano otorga la denominación de origen Yahualica, vinculándola a la región geográfica integrada por 9 municipios en la zona de los Altos de Jalisco y otros 2 dentro del estado de Zacatecas. El proceso de producción y comercialización del chile Yahualica se encuentra regulado dentro de México por la Norma Oficial Mexicana NOM-239-SE-2020 emitida el 29 de marzo de 2021.
A nivel internacional, el gobierno mexicano registró la denominación de origen ante la Organización Mundial de la Propiedad Intelectual, conforme al Sistema de Lisboa, el 18 de mayo de 2018, para la misma región.

### Municipios
Los municipios que gozan de la denominación de origen son:
En Jalisco: Yahualica de González Gallo, Cuquío, Encarnación de Díaz, Ixtlahuacán del Río, Jalostotitlán, Mexticacán, Teocaltiche, Villa Hidalgo y Cañadas de Obregón.
En Zacatecas: Apulco y Nochistlán de Mejía.